# John Hubley
John Hubley (21 mai 1914, Marinette, Wisconsin – 21 février 1977, New Haven, Connecticut) est un animateur américain et réalisateur d'animation connu pour ses expérimentations formelles et pour son réalisme émotionnel qui l'a poussé à engager son propre enfant pour interpréter des personnages de ses films.

## Filmographie
Walt Disney Productions
- 1940 : Pinocchio, directeur artistique
- 1940 : Fantasia, directeur artistique
- 1942 : Bambi, directeur artistique

Screen Gems
- 1942 : Wolf Chases Pigs
- 1942 : Old Blackout Joe
- 1942 : The Dumbconscious Mind
- 1942 : King Midas, Junior
- 1943 : The Vitamin G-Man
- 1943 : Professor Small and Mister Tall
- 1943 : He Can't Make It Stick

United Productions of America
- 1944 : Flat Hatting
- 1948 : Robin Hoodlum
- 1949 : The Magic Fluke
- 1949 : Ragtime Bear
- 1950 : Spellbound Hound
- 1950 : Punchy de Leon
- 1950 : Gerald McBoing-Boing (superviseur)
- 1951 : Fuddy Duddy Buddy
- 1952 : Rooty Toot Toot (en)

Storyboard Studios
- 1956 : Adventures of an *
- 1957 : Harlem Wednesday
- 1958 : Tender Game
- 1958 : Moonbird
- 1959 : The Tale of Old Whiff
- 1960 : Children of the Sun
- 1961 : Of Stars and Men (en)
- 1962 : The Hole
- 1963 : The Hat
- 1965 : A Herb Alpert and the Tijuana Brass Double Feature
- 1966 : The Cruise (National Film Board of Canada)
- 1966 : Urbanissimo
- 1967 : Windy Day
- 1968 : Of Men and Demons
- 1969 : Zuckerkandl (en)
- 1970 : Eggs
- 1972 : Dig
- 1973 : Cockaboody
- 1974 : Voyage to Next
- 1975 : People, People, People
- 1975 : Everybody Rides the Carousel
- 1976 : Second Chance: Sea